# 定罪
定罪（英語：conviction）指法庭裁定被告人有罪，可在法庭接受被告人認罪、陪審團審訊中宣告有罪裁決，以及法官審訊中裁斷控罪成立之後作出。
定罪與裁定無罪相對。有時儘管被告人被判有罪，但仍不被定罪，該情況稱為釋放，存在於英格蘭及威爾斯、加拿大、澳洲、紐西蘭等司法管轄區。
在任何刑事司法體系中，無辜者都可能被定罪。上訴機制及定罪後濟助程序在一定程度上有助於解決這一問題。導致無辜者被定罪的錯誤稱為司法不公。在一些司法體系中，控方可以對無罪裁定提出上訴；而其他地方則禁止一罪兩審。
被告人被定罪後，法庭會判處恰當的刑罰作為懲罰。